# Estação Rebibbia

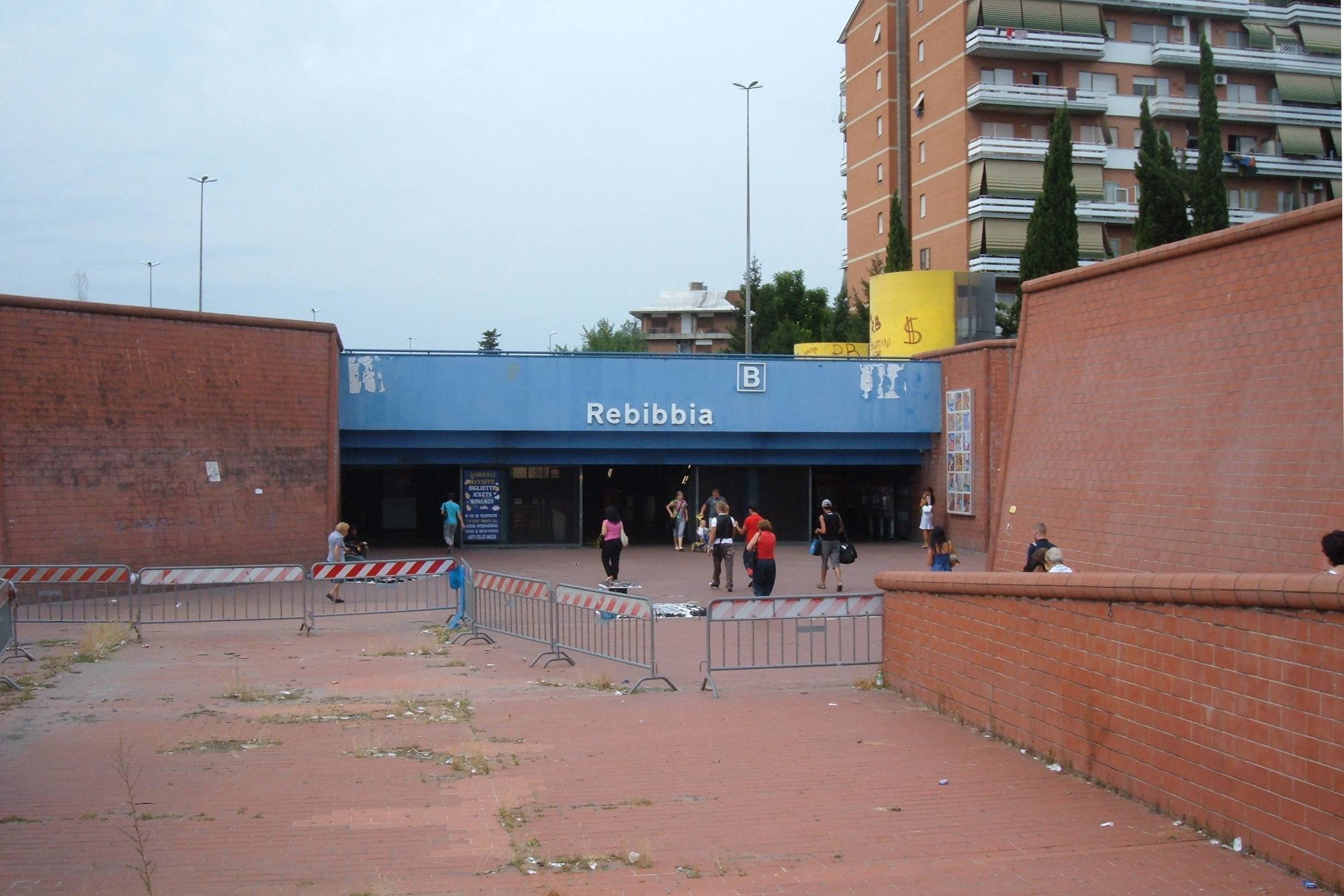
Entrada da Linha B do Metro de Roma.

Rebibbia é uma estação da Linha B do Metro de Roma.

## História
A estação de Rebibbia foi construído como terminal norte-oriental da nova rota a partir de  Termos, inaugurado em 7 de Dezembro 1990 e aberta ao público no dia seguinte.
Em dezembro de 2014, o cartunista italiano Zerocalcare criou um mural para uma das paredes da Estação de Metro Rebibbia.

## Ligação externa
- ATAC site oficial

 Media relacionados com Estação Rebibbia no Wikimedia Commons
- Site da estação no ATAC